# Elgiva divisa
Elgiva divisa – gatunek muchówki z rodziny smętkowatych.
Gatunek ten opisany został w 1845 roku przez F. Hermanna Loewa jako Tetanocera divisa.
Muchówka ta ma ciało, w tym tułów ubarwione żółtawobrązowo. Mezopleury jej są tylko owłosiene; nie mają szczecinek. Przedpiersie zwykle porasta owłosienie. Dolne powierzchnie ud przedniej pary odnóży pozbawione są wyraźnych szczecinek.
Owad znany ze Szwecji, Finlandii, Polski, północnoeuropejskiej Rosji i wschodniej Palearktyki.